# Agnes Tait
Agnes Tait (Nueva York, 14 de junio de 1894–Santa Fe, Nuevo México, 23 de agosto de 1981) fue una pintora, litógrafa, ilustradora de libros, muralista y bailarina estadounidense.

## Infancia y juventud
Nacida en Greenwich Village, barrio de Nueva York, Tait fue la segunda hija de Anita Innocentia McCarthy y John C. Tait. Su madre, de ascendencia católica irlandesa, viajó a Nueva York desde Cuba. Su padre emigró a Estados Unidos desde Guernsey, en las Islas del Canal, y era dueño de un pequeño negocio de techos. Después de graduarse de la escuela primaria, Tait se formó en la Academia Nacional de Dibujo de Estados Unidos con matrícula gratuita. Allí estudió dibujo antiguo de 1908 a 1910 y pintura al natural, hasta 1916. Recibió clases de dibujo al natural del artista figurativo Leon Kroll.
Sus trabajos merecieron tres premios Hollgarten, en pintura, composición y dibujo al pastel, y la Medalla Suydam al dibujo natural, distinciones concedidas por la Academia Nacional donde estudiaba. Después de graduarse, volvió a Greenwich Village para cuidar a su padre enfermo terminal. Hasta la muerte de este en 1919, compaginó sus dos pasiones, pintaba de día y bailaba en un coro por la noche.

## Carrera profesional

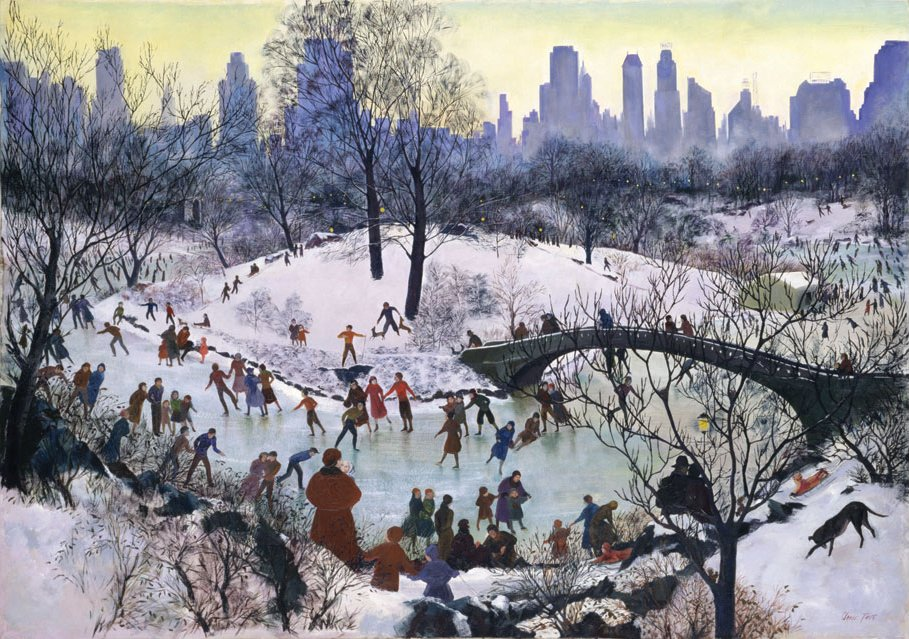
Patinaje en Central Park (1934)

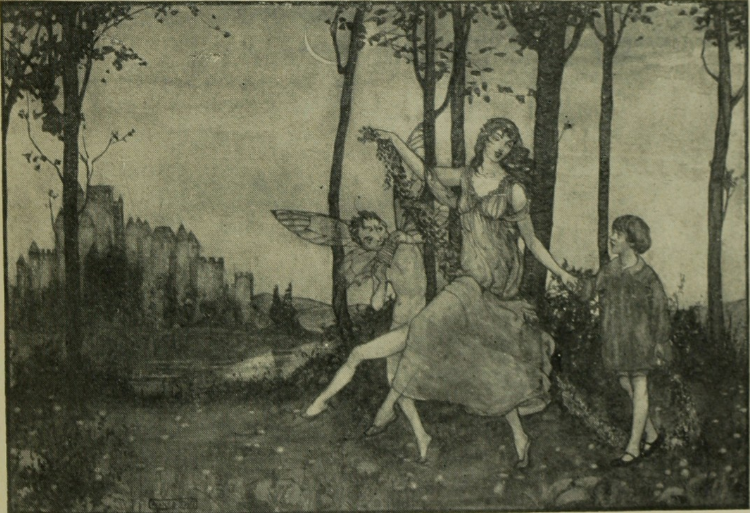
Reproducción en blanco y negro de Come Away, Oh Human Child, 1916 Exposición del Club de Acuarela de Nueva York

Tait comenzó a exponer en el Instituto de Arte de Chicago en 1915 y siguió en la Academia Nacional de Diseño, la Galería Corcoran y la Academia de Pensilvania a principios de los años 30. Hizo un curso de litografía en la École des Beaux-Arts, en París en 1927, y luego abrió su propio estudio en Nueva York, donde contactó con Valentine Dudensing, dueño de la Dudensing Gallery. Impresionado con su trabajo, organizó una exposición con obras suyas y de Jo Cantine y de Jean Paul Slusser.
La crítica se hizo eco de su obra. Melancholia apareció en una reseña en The New York Times, donde se señaló la influencia estética de la Hermandad Prerrafaelita. Y The Bride fue seleccionada para la Primera Exposición Anual de Pintura y Escultura Estadounidenses en el Instituto de Arte de Chicago, en otoño de 1928, y reproducida en el diario Chicago Evening Post con buena crítica. Con las ganancias que le reportó su primera exposición en la Galería de la Cooperstown Art Association de ese año, pudo viajar a Europa, Jamaica y Haití.
La Gran Depresión de 1929 colapsó el mercado del arte por lo que la Ferargil Gallery encargó a Tait retratos de figuras públicas a la espera de conseguir compradores. En 1933, la pintora viajó por tercera vez a Europa con su esposo, el escritor William McNulty. Al volver a Estados Unidos, por encargo del programa Public Works of Art Project (PWAP), realizó obras de estampas estadounidenses para edificios federales. Agradecida por esta oportunidad, pintó Patinaje en Central Park (1934) que fusiona elementos del Arte Primitivo Americano y del universo de Pieter Breughel el Viejo.
Gracias al éxito de esta pintura, la más famosa de su obra, recibió más encargos públicos del Federal Art Project. Entre ellos, pequeñas ediciones litográficas y murales, como Fruits of the Land (1941) para la oficina de correos de Lauringurg, Carolina del Norte. 
La pasión de Tait por los viajes le llevó a Trinidad y Dominica, donde documentó una serie de litografías. Una de ellas, Trinidad Singers and Dominique, se exhibió en una exposición colectiva de mujeres artistas en las Argent Galleries de Nueva York (enero de 1940) y apareció una reseña de la exposición en Art Digest.
Además, la artista ilustró tres libros infantiles, Peter & Penny of the Island, Heide y Paco's Miracle.

## Nuevo México
El deterioro de la salud de su esposo le llevó a mudarse a Santa Fe, Nuevo México en 1941, donde descubrió el Museo de Bellas Artes e incluyó la pintura de paisajes en su repertorio. Su litografía El Cristo Rey (1943) formó parte de la Primera Exposición Nacional de Grabados en la Biblioteca del Congreso. Y Survivors estuvo en la muestra de grabados America in the War, the Artists for Victory. Motivada por estos éxitos, organizó muestras individuales en Nueva York y Santa Fe. En 1945, el Museo de Bellas Artes de Nuevo México organizó una exposición de su obra, que viajó por ciudades del suroeste del Estado.  
Tait, preocupada por la salud de su hermana y su marido, encontró consuelo pintando gatos y siguió aceptando encargos de retratos y murales. Llevaba veintidós años en Santa Fe, por lo que la identificaban como 'Artista de Nuevo México', sobre lo que llegó a decir: "Si la gente quiere pensar en mí como una artista de Santa Fe, bueno, que piensen lo que quieran". En realidad, le disgustaba el apodo, porque creía que le rebajaba su estatus de artista. Y esa fue una de las razones por las que a finales de los 70 decidió cambiar de aires viajando por Italia, Irlanda y Florida, pero regresó a Santa Fe hasta su muerte en 1981.

## Colecciones públicas
- Biblioteca del Congreso
- Museo Metropolitano de Arte
- Biblioteca Pública de Nueva York